# Kellys Plains
Kellys Plains est un village australien situé dans la zone d'administration locale de la région d'Armidale en Nouvelle-Galles du Sud, à environ 8 km au sud-ouest d'Armidale et 570 km au nord de Sydney. Ayant une densité de population très faible, on rattache souvent administrativement Kellys Plains à Dangarsleigh distant de seulement 4 km. La population s'élevait à 157 habitants en 2016 et à 169 habitants en 2021.